# ScannerFM
ScannerFM és una ràdio alternativa de Barcelona dedicada a la música independent (indie, pop, post-punk, electrònica, hip-hop) i la cultura urbana que va començar les emissions el 2004 i que ho fa a través de d'Internet des dels estudis de Ràdio Gràcia. Els seus responsables són Bruno Sokolowicz (Sputnik), Carlos Medina i Vicent Argudo.
L'any 2005 guanyà un Premi Ondas per la seva cobertura especial de tres dies del Primavera Sound amb walkie-talkies, portàtils i micròfons; l'any següent va passar a ser la primera a l'Estat a poder-se escoltar des d'un telèfon mòbil amb Internet.
Des de 2007 emet també per FM a Barcelona (on ho fa a través de la freqüència de Ràdio PICA, 96.6 FM) i Alcoi, i a partir de l'any següent ja va tenir quatre canals de ràdio que emeten les 24 hores de forma ininterrompuda: scannerFM, scannerBCN, Primavera Radio i sonar Radio.